# 용조아
용조아(중국어: 容祖兒, 1980년 6월 16일 ~ )는 홍콩의 가수, 배우이다.

## 같이 보기
- 광둥어 대중음악
- 나문